# 意舍酒店
意舍酒店是國賓大飯店經營的台灣旅館系統業者，在臺北市等地皆有據點。最早成立的武昌館位於台北市西門町武昌街，2012年開幕，為一間五星級飯店。
台北市台北中山意舍酒店，2015年5月開幕，由建築師郭英釗操刀。
台北市潤泰松山車站大樓台北松山意舍酒店，2017年7月開幕。

## 意舍酒店據點

### 台北西門町意舍酒店
2012年正式開幕。坐落於臺北市萬華區武昌街二段77號

### 台北中山意舍酒店
2015年5月正式開幕。坐落於臺北市中山區中山北路二段57-1號

### 台北松山意舍酒店
2016年7月正式開幕。坐落於臺北市南港區市民大道七段8號（潤泰松山車站大樓），鄰近捷運和車站松山車站 ，鄰近饒河街觀光夜市和CITYLINK 松山店，距離臺北松山機場僅15分鐘車程，5分鐘車程即可抵達台北101、台北世界貿易中心及信義商圈，交通便利。

## 外部連結
- 台北松山意舍酒店 （页面存档备份，存于）
  - 台北松山意舍酒店 貓途鷹 （页面存档备份，存于）
  - 台北松山意舍酒店粉絲的Facebook專頁
  - 台北松山意舍酒店  臺灣旅宿網 （页面存档备份，存于）
- 台北西門町意舍酒店 （页面存档备份，存于）
  - 台北西門町意舍酒店  臺灣旅宿網 （页面存档备份，存于）
  - 台北西門町意舍酒店的Facebook專頁
- 台北中山意舍酒店 （页面存档备份，存于）
  - 台北中山意舍酒店  臺灣旅宿網
  - amba Taipei Zhongshan 台北中山意舍酒店的Facebook專頁
  - amba Hotels & Resorts 意舍酒店及度假村的Instagram帳戶
- 台灣公司資料 （页面存档备份，存于）